# Ла-Перр'єр (Орн)
Ла-Перр'є́р (фр. La Perrière) — колишній муніципалітет у Франції, у регіоні Нормандія, департамент Орн. Населення — 259 осіб (2011).
Муніципалітет був розташований на відстані близько 150 км на захід від Парижа, 110 км на південний схід від Кана, 27 км на схід від Алансона.

## Історія
До 2015 року муніципалітет перебував у складі регіону Нижня Нормандія. Від 1 січня 2016 року належав до нового об'єднаного регіону Нормандія.
1 січня 2017 року Ла-Перр'єр, Еперре, Ле-Ге-де-ла-Шен, Ориньї-ле-Бютен, Сент-Уан-де-ла-Кур i Сериньї було об'єднано в новий муніципалітет Бельфорет-ан-Перш.

## Демографія
Динаміка населення (INSEE ):
Розподіл населення за віком та статтю (2006):
| Стать | Всього | До 15 років | 15-24 | 25-44 | 45-64 | 65-85 | Понад 85 |
| --- | ------ | ----------- | ----- | ----- | ----- | ----- | -------- |
| Чоловіки | 136    | 28          | 8     | 36    | 52    | 8     | 4        |
| Жінки | 144    | 40          | 4     | 44    | 36    | 16    | 4        |
| \| Статево-вікова піраміда \| Статево-вікова піраміда \| Статево-вікова піраміда \| \| ----------------------- \| ----------------------- \| ----------------------- \| \| Чоловіки \| Вік \| Жінки \| \| 4 \| 85 + \| 4 \| \| 4 \| 80-84 \| 4 \| \| 0 \| 75-79 \| 4 \| \| 0 \| 70-74 \| 8 \| \| 4 \| 65-69 \| 0 \| \| 20 \| 60-64 \| 4 \| \| 16 \| 55-59 \| 8 \| \| 16 \| 50-54 \| 16 \| \| 0 \| 45-49 \| 8 \| \| 20 \| 40-44 \| 28 \| \| 8 \| 35-39 \| 16 \| \| 8 \| 30-34 \| 0 \| \| 0 \| 25-29 \| 0 \| \| 4 \| 20-24 \| 4 \| \| 4 \| 15-20 \| 0 \| \| 4 \| 10-14 \| 16 \| \| 12 \| 5-9 \| 8 \| \| 12 \| 0-4 \| 16 \| |        |             |       |       |       |       |          |
| Статево-вікова піраміда |        |             |       |       |       |       |          |
| Чоловіки | Вік    | Жінки       |       |       |       |       |          |
| 4 | 85 +   | 4           |       |       |       |       |          |
| 4 | 80-84  | 4           |       |       |       |       |          |
| 0 | 75-79  | 4           |       |       |       |       |          |
| 0 | 70-74  | 8           |       |       |       |       |          |
| 4 | 65-69  | 0           |       |       |       |       |          |
| 20 | 60-64  | 4           |       |       |       |       |          |
| 16 | 55-59  | 8           |       |       |       |       |          |
| 16 | 50-54  | 16          |       |       |       |       |          |
| 0 | 45-49  | 8           |       |       |       |       |          |
| 20 | 40-44  | 28          |       |       |       |       |          |
| 8 | 35-39  | 16          |       |       |       |       |          |
| 8 | 30-34  | 0           |       |       |       |       |          |
| 0 | 25-29  | 0           |       |       |       |       |          |
| 4 | 20-24  | 4           |       |       |       |       |          |
| 4 | 15-20  | 0           |       |       |       |       |          |
| 4 | 10-14  | 16          |       |       |       |       |          |
| 12 | 5-9    | 8           |       |       |       |       |          |
| 12 | 0-4    | 16          |       |       |       |       |          |

## Економіка
2010 року серед 164 осіб працездатного віку (15—64 років) 113 були активними, 51 — неактивною (показник активності 68,9%, у 1999 році було 62,9%). З 113 активних мешканців працювали 103 особи (50 чоловіків та 53 жінки), безробітними було 10 (5 чоловіків та 5 жінок). Серед 51 неактивної 7 осіб було учнями чи студентами, 27 — пенсіонерами, 17 були неактивними з інших причин.

У 2010 році в муніципалітеті числилось 123 оподатковані домогосподарства, у яких проживали 251,5 особи, медіана доходів виносила 16 166 євро на одного особоспоживача